# Beram Kayal
Beram Kayal (Jadeidi Makr, 2 de mayo de 1988) es un exfutbolista israelí de origen palestino que jugaba de centrocampista. Disputó 47 partidos oficiales con la selección de fútbol de Israel.
Kayal se unió a las categorías inferiores del Maccabi Haifa en 2002, haciendo su debut con el primer equipo en 2006 a la edad de 18 años. Disputó 124 partidos y anotó ocho goles antes de fichar por el Celtic en 2010. Ha recibido alabanzas de muchos especialistas en el fútbol escocés y fue nombrado jugador del mes de la Liga Escocesa en enero de 2011. En enero de 2015 fichó por el Brighton, en el que jugó dos temporadas, tras lo que fue cedido al Charlton Athletic para la temporada 2019-2020. En noviembre de 2020 se anunció su fichaje por el Bnei Sakhnin.

## Vida personal
Beram Kayal nació y se crio en la aldea árabe-israelí de Jadeidi, e ingresó con 12 años en las categorías inferiores del Maccabi Haifa. Para poder ir a entrenar tenía que coger una combinación de taxis y trenes que le suponía ocho horas de trayecto diarias. Finalmente, a los 17 años decidió irse a vivir solo en Haifa.
Kayal es un creyente musulmán y lee el mismo versículo del Corán antes de cada partido. Tiene un hijo de un año llamado Pirlo en honor al histórico jugador de la Juventus de Turín, contra el que jugó mientras militaba en el Brighton & Hove Albion. Dos de sus tíos fueron jugadores profesionales de fútbol, uno de ellos en la primera división israelí y otro en la segunda, jugando con el Hapoel Haifa.
El origen palestino de Kayal le ha causado más de una polémica con los aficionados israelíes. En el verano de 2014, durante los bombardeos israelíes en la Franja de Gaza, Kayal subió una fotografía suya con banderas palestinas en el fondo que fue duramente criticada en Israel. En 2018, después de un partido contra Guatemala, Kayal subió a Instagram una fotografía de los seis judagores de la selección israelí de origen palestino, algo que también fue criticado por numerosos aficionados israelíes.

## Clubes

### Maccabi Haifa
Kayal comenzó su carrera como delantero en varios equipos de la cantera del Maccabi Haifa y anotó muchos goles antes de adoptar la posición de centrocampista. A pesar de tener tan solo 16 años de edad, ascendió al equipo sub-19 del Maccabi Haifa en la temporada 2004-2005 y sobresalió como parte de un equipo que hizo doblete con Liga y Copa. Kayal fue nombrado Jugador Sobresaliente de la Liga.
Debutó con el primer equipo del Maccabi Haifa al final de la temporada 2005-2006 en una victoria por 2-1 contra el Maccabi Petah Tikva que supuso el tercer título de liga consecutivo para el Maccabi Haifa. Por aquel entonces tenía 17 años y llegó a jugar dos partidos esa temporada. En la 2006-2007, Kayal jugó seis partidos entre todas las competiciones, si bien asumió la capitanía del equipo sub-19 que volvió a hacer un doblete con Liga y Copa. Esa temporada anotó un hat-trick en una victoria en liga contra el Beitar Jerusalén.
En la temporada 2007-2008 se hizo con un puesto en el primer equipo del Maccabi Haifa, disputando un total de 36 partidos. Tras esto se convirtió en una pieza clave del equipo y en las siguientes temporadas ganó la Liga Premier de Israel y la Copa Toto.
Durante el Torneo de Viareggio de 2007 en su categoría juvenil, Kayal se llevó las alabanzas de la prensa italiana al ser elegido hombre del partido en un enfrentamiento contra la Fiorentina. Tanto el Corriere della Sera como la Gazzetta dello Sport expresaron su sorpresa por ver jugar a un árabe en un equipo israelí y dedicaron mucho tiempo a averiguar más sobre él.

### Celtic

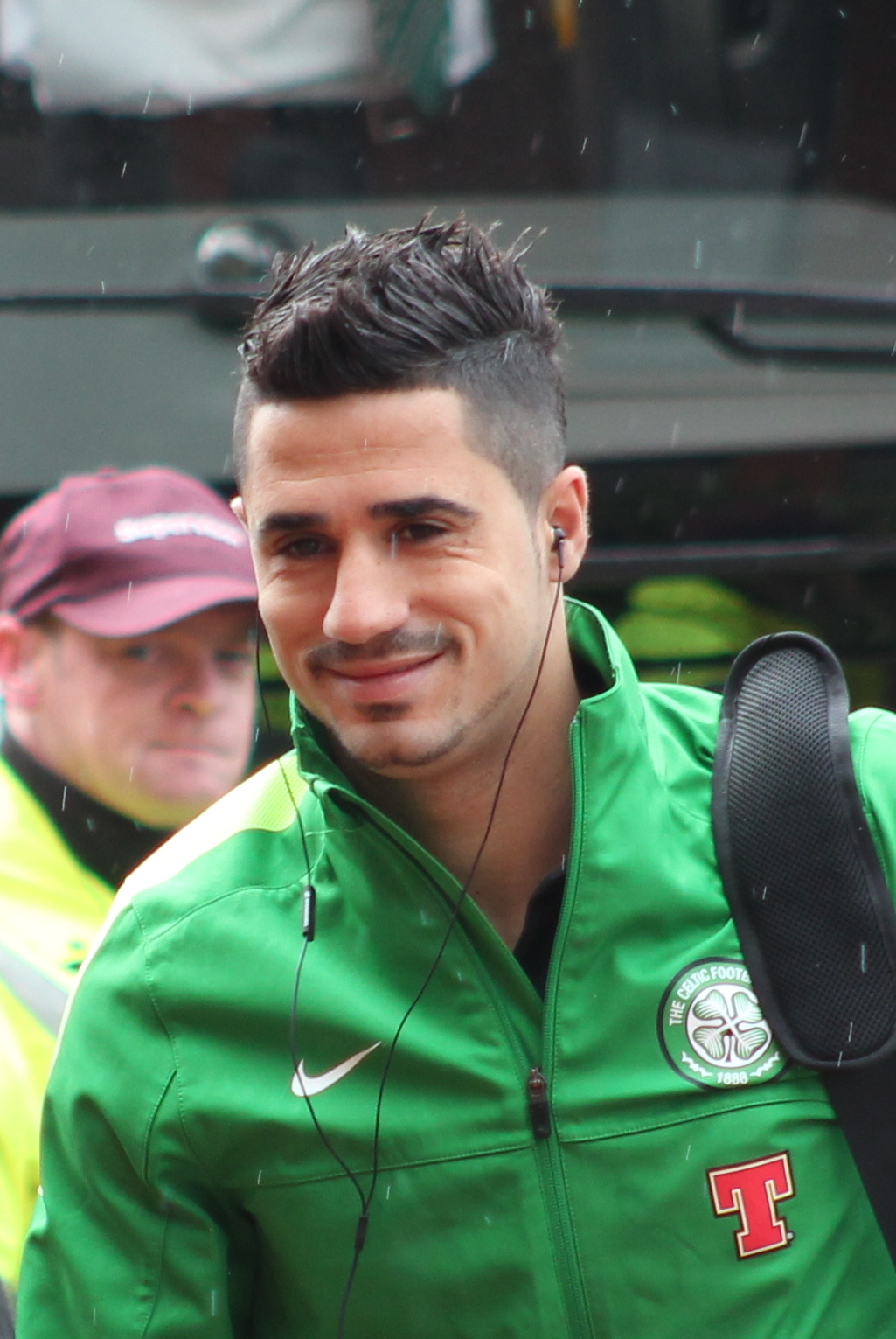
Beram Kayal con el Celtic (2013).

El 29 de julio de 2010, Kayal firmó un contrato de cuatro años con el Celtic Footbal Club de la liga escocesa, obteniendo el dorsal número 33.
Kayal jugó su primer partido con el Celtic contra el FC Utrecht el 19 de agosto de 2010 y mostró todo su potencial con el mejor inicio posible, dando una asistencia de gol a Efraín Juárez y ganando el título de Mejor Jugador del Partido. En septiembre de 2010 sufrió una hernia que requirió intervención quirúrgica, lo que le supuso tres meses de baja. Volvió a jugar desde el banquillo el 26 de diciembre en un partido contra St. Johnstone, y recuperó la titularidad el 2 de enero de 2011 en una victoria 2-0 en el clásico contra Rangers en Ibrox.

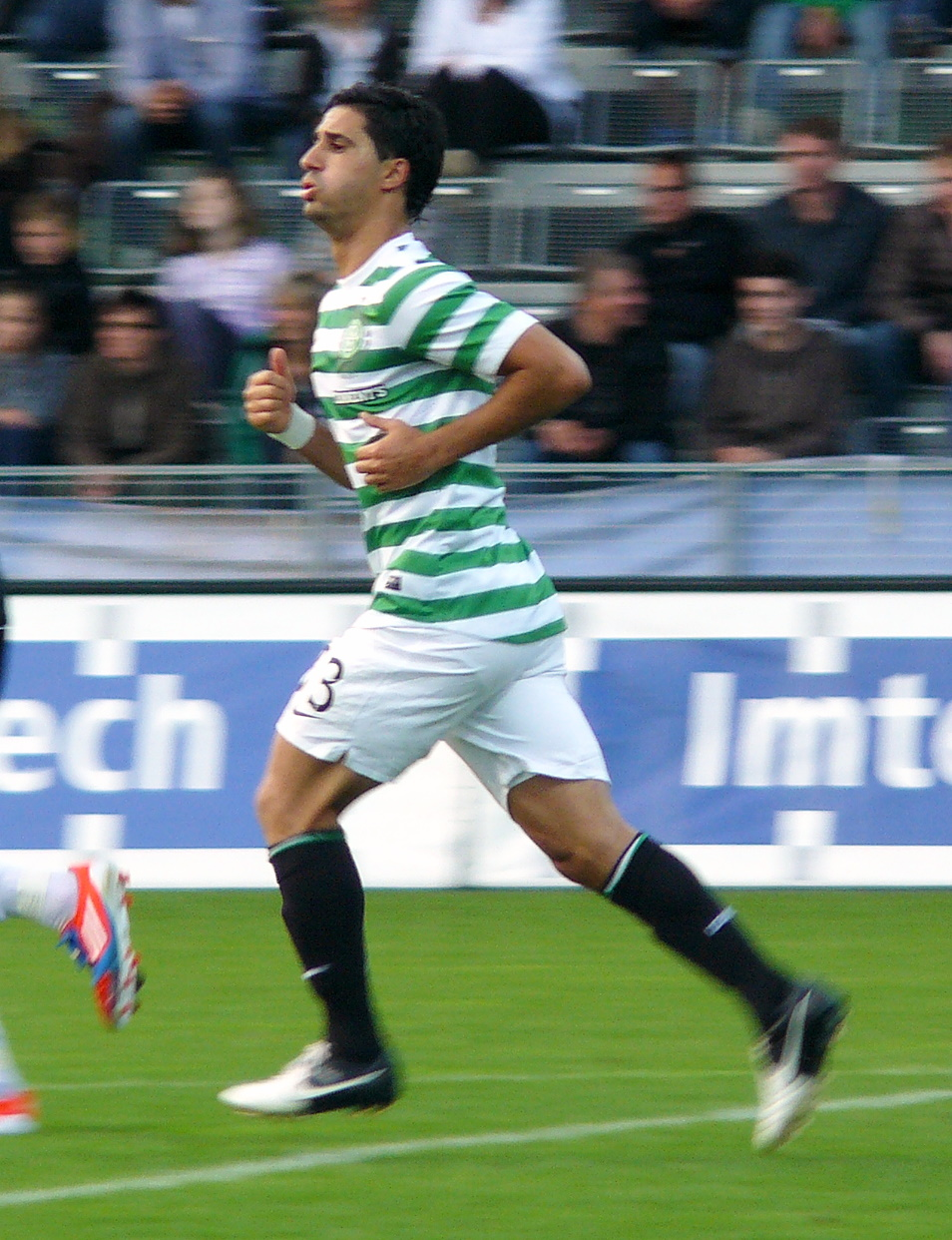
Beram Kayal durante un partido con el Celtic.

Sus actuaciones le procuraron el premio al jugador del mes de la liga escocesa en enero de 2011, así como las alabanzas de Neil Lennon, técnico del Celtic. Su determinación y su actitud competitiva fueron clave en los éxitos de su equipo durante su primera temporada. El 9 de abril de 2011, Kayal portó el brazalete de capitán en la victoria del Celtic por 1-0 al St. Mirren, convirtiéndose en el capitán extranjero más joven de la historia del Celtic. Anotó su primer gol para el Celtic en una victoria 1-0 contra St. Johnstone tres días después. Su primer gol en casa fue un tiro lejano contra Dundee United el 1 de mayo de dicho año. El 4 de mayo, Kayal tuvo que abandonar el campo en camilla durante la segunda parte del partido de liga contra Inverness Caledonian Thistle debido a una posible conmoción cerebral tras un choque con Ross Tokely. Kayal sufrió una fractura de la muñeca en ese mismo choque y se perdió el resto de la temporada 2010-2011.
Kayal volvió a ser capitán del Celtic el 10 de septiembre de 2011, liderando a su equipo en una victoria 4-0 en un partido de liga contra Motherwell en Celtic Park. Fue nombrado capitán provisional del equipo mientras Scott Brown estuvo de baja por una lesión de tobillo.
A finales de dicho año, el 28 de diciembre, Kayal sufrió una lesión en los ligamentos del tobillo tras una entrada de Lee McCulloch a trece minutos del final. El Celtic ganó aquel partido por 4-0, pasando a encabezar la tabla de clasificación. La lesión le supuso a Kayal cuatro meses de baja, volviendo al equipo el último partido de la temporada, una victoria por 5-0 contra Heart of Midlothian. Posteriormente, Kayal acusó a McCulloch de haberlo lesionado deliberadamente y afirmó que "no he olvidado eso ni un solo momento".
La temporada 2012-2013, Kayal obtuvo pasaporte europeo y jugó un papel importante para su equipo en la liga escocesa. El 22 de octubre de 2013 anotó su primer gol en la Liga de Campeones contra el Ajax de Ámsterdam en una victoria por 2-1.

### Brighton & Hove Albion

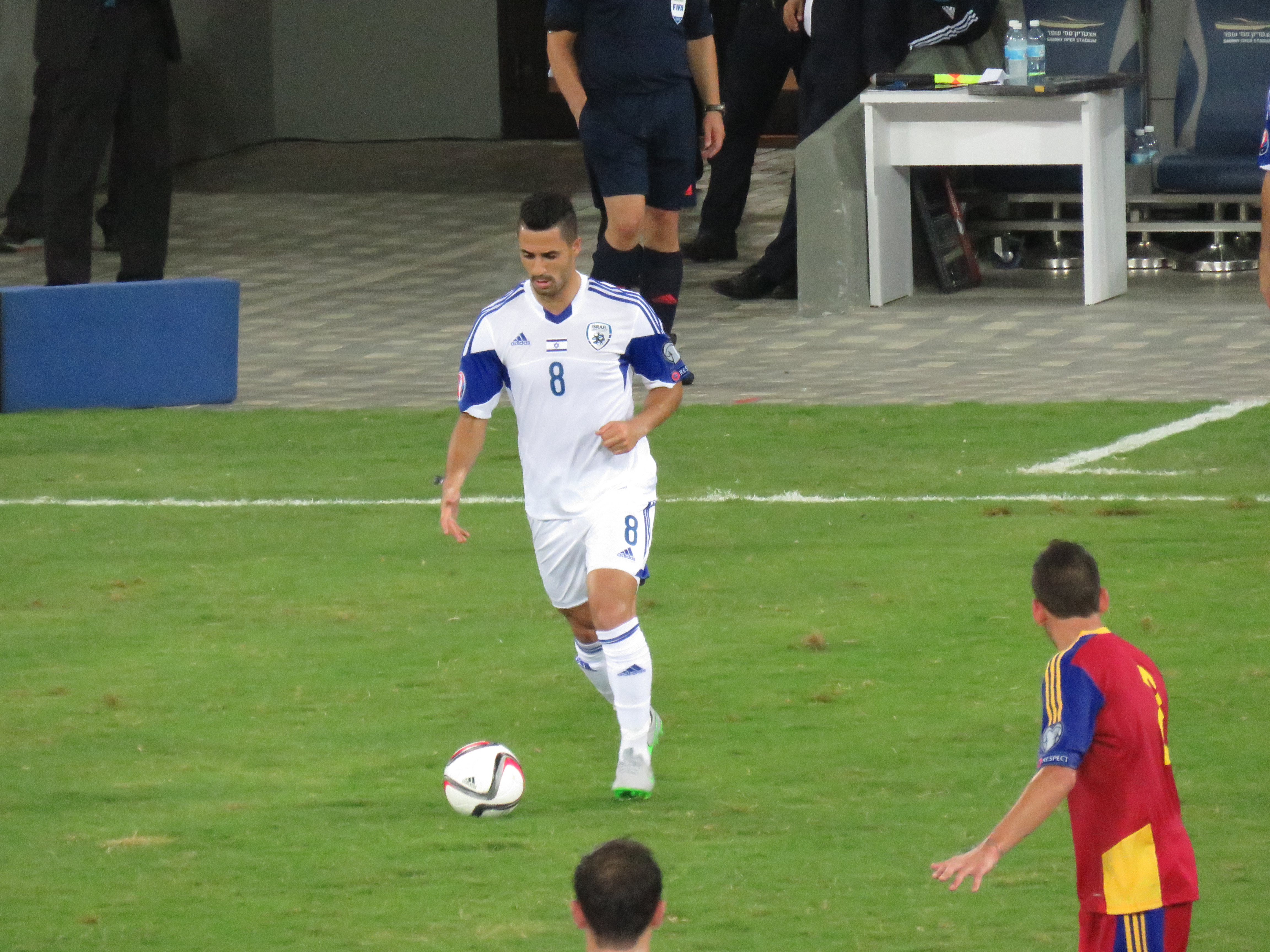
Beram Kayal con la selección israelí

El 23 de enero de 2015, Kayal firmó un contrato de dos años y medio por el Brighton & Hove Albion, aunque el coste de su fichaje no llegó a desvelarse. Hizo su debut el 7 de febrero, anotando el gol de la consolación en la derrota por 2-3 del Brighton en casa contra el Nottingham Forest. El 18 de agosto anotó un gol a los 14 segundos de un partido que terminó en empate 1-1 contra el Huddersfield Town.
En la temporada 2015-2016 se hizo un puesto en el equipo titular del Brighton, jugando un total de 45 partidos oficiales. En la temporada 2016/17 volvió a rendir a gran nivel, hasta el punto de que los aficionados del club le nombraron el mejor jugador del equipo esa temporada. En la pretemporada 2017-2018, Kayal se rompió la pierna en una lesión que le costó cuatro meses de baja antes de reincorporarse a finales de noviembre. Su primer partido tras la lesión fue contra el Tottenham el 13 de diciembre, seguido de otro contra el Chelsea el 26 de diciembre.

#### Charlton Athletic (cesión)
El 8 de agosto de 2019, el Brighton & Hove Albion cedió a Beram Kayal al Charlton Athletic para la temporada 2019-2020. Debutó con el Charlton el 14 de septiembre en una victoria 1-0 en casa contra el Birmingham City. El 15 de enero de 2020 se dio por terminada la cesión debido a una lesión de larga duración.

### Bnei Sakhnin
El 17 de noviembre de 2020 se anunció el fichaje de Beram Kayal por el Bnei Sakhnin de la liga israelí, el principal equipo de la minoría de origen palestino a la que el propio Kayal pertenece. En septiembre de 2023, en un partido contra el Hapoel Petah-Tikvah, Kayal sufrió una dura entrada de Jimmy Alexis que le supuso una fractura del peroné, y de la que ya no se recuperaría. Tras casi dos años de operaciones y rehabilitación, en julio de 2023 anunció su retirada a la edad de 37 años.
Kayal se retiró como uno de los jugadores israelíes de origen palestino con más éxito en el extranjero. Jugó un total de 477 partidos como profesional, consiguió 32 goles y 27 asistencias, y ganó seis títulos de liga (dos con el Maccabi Haifa y cuatro con el Celtic) y dos Copas de Escocia. Además, consiguió un ascenso a la Premier League, donde jugó cuatro temporadas, dos de las cuales combinó con partidos en la Europa League.

## Selección nacional
Beram Kayal fue internacional con la selección de fútbol de Israel sub-17, sub-18, sub-19 y sub-21, y posteriormente con la selección absoluta. Debutó con la selección el 6 de septiembre de 2008 contra la selección de fútbol de Suiza, y marcó su primer gol el 26 de marzo de 2011 contra la selección de fútbol de Letonia. Se retiró habiendo jugado un total de 47 partidos con la selección, lo que le convirtió en el segundo jugador de origen palestino con más partidos jugados para Israel.

## Estilo de juego
Kayal es un medio centro pero puede adoptar diferentes roles dentro de esa posición. Puede jugar como centrocampista defensivo, justo por delante de la defensa, o bien jugar como un centrocampista box-to-box, protegiendo la defensa y ayudando a los delanteros a un tiempo. Aunque se han alabado más sus dotes defensivas que las ofensivas, puede contribuir bastante al equipo en tareas atacantes.
Se trata de un jugador tenaz y trabajador, conocido por su gran resistencia, sus entradas agresivas y su lado combativo, aunque también tiene una gran capacidad de pase y buena velocidad. El excentrocampista del Celtic Eyal Berkovic lo describió de la siguiente manera: "Perfecto para el fútbol británico. Es fuerte técnicamente, muy atento pero realmente competitivo... No tendrá problemas para adaptarse al estilo de fútbol en Escocia -le encantará la velocidad y la agresividad-".

## Trayectoria
| Club                             | País       | Año       |
| -------------------------------- | ---------- | --------- |
| Maccabi Haifa F. C.              | Israel     | 2006-2010 |
| Celtic F. C.                     | Escocia    | 2010-2015 |
| Brighton & Hove Albion F. C.     | Inglaterra | 2015-2020 |
| Charlton Athletic F. C. (cedido) | Inglaterra | 2019-2020 |
| Bnei Sakhnin F. C.               | Israel     | 2020-2025 |

## Palmarés

### Títulos nacionales
| Título                    | Club                | País    | Año                     |
| ------------------------- | ------------------- | ------- | ----------------------- |
| Liga Premier de Israel    | Maccabi Haifa F. C. | Israel  | 2005-06                 |
| Copa Toto                 | Maccabi Haifa F. C. | Israel  | 2007-08[cita requerida] |
| Liga Premier de Israel    | Maccabi Haifa F. C. | Israel  | 2008-09                 |
| Copa de Escocia           | Celtic F. C.        | Escocia | 2010-11                 |
| Premier League de Escocia | Celtic F. C.        | Escocia | 2011-12                 |
| Premier League de Escocia | Celtic F. C.        | Escocia | 2012-13                 |
| Copa de Escocia           | Celtic F. C.        | Escocia | 2012-13                 |
| Scottish Premiership      | Celtic F. C.        | Escocia | 2013-14                 |
| Scottish Premiership      | Celtic F. C.        | Escocia | 2014-15                 |